# Rosa obtegens
Rosa obtegens är en rosväxtart som beskrevs av Anatol I. Galushko. Rosa obtegens ingår i släktet rosor, och familjen rosväxter. Inga underarter finns listade i Catalogue of Life.